# 2011 en jeu vidéo
Cet article présente les faits marquants de l'année 2011 concernant le jeu vidéo.

## Événements
- 26 février - Sortie de la Nintendo 3DS.
- 20 avril - Sony connait une panne mondiale de son service en ligne PSN (PlayStation Network), resté en maintenance jusqu'au 15 mai 2011 en raison d'une intrusion extérieure illégale dans le système.
- 25 avril - Nintendo annonce officiellement sa nouvelle console de salon connue sous le nom de code Project Café[1], renommée Wii U par la suite.
- 6-9 juin - Tenue à Los Angeles de l'E3 2011
  - Présentation par Sony du successeur de la PSP, la PlayStation Vita.
  - Présentation par Nintendo du successeur de la Wii, la Wii U[2].
  - Présentation par Microsoft du premier trailer d'Halo 4, prévu pour l'année suivante.
- 11 novembre  - Sortie de The Elder Scrolls V : Skyrim, d'abord à l'internationale sur Windows, PlayStation 3 et Xbox 360, puis le 8 décembre de la même année au Japon sur les mêmes supports.
- 15 novembre - Sortie d'Halo: Combat Evolved Anniversary sur Xbox 360 pour fêter les 10 ans du jeu et de la console Xbox.
- 20 décembre - Ouverture des serveurs du MMO Star Wars : The Old Republic (SWTOR) aux joueurs.

## Salons et manifestations
- 28 février - 4 mars : Game Developers Conference, Game Developers Choice Awards et Independent Games Festival à San Francisco.
- 22 avril - 25 avril : Gamers Assembly 2011 à Poitiers.
- 7 juin - 9 juin : Electronic Entertainment Expo 2011 à Los Angeles.
- 17 août - 21 août : gamescom 2011 à Cologne.
- 21 octobre - 25 octobre : Paris Games Week à Paris.

## Principales sorties de jeux
Les jeux suivants sont sortis en 2011 (liste non exhaustive) [réf. nécessaire]:
- 25 janvier : Dead Space 2 (Xbox 360, PlayStation 3, PC)
- 3 février : Tron: Evolution (Xbox 360, PlayStation 3, PC)
- 8 février : Test Drive Unlimited 2 (Xbox 360, PlayStation 3, PC)
- 22 février : Killzone 3 (PlayStation 3)
- 26 février : Bulletstorm (Xbox 360, PlayStation 3, PC)
- 17 mars : Assassin's Creed: Brotherhood (PC)
- 17 mars : MotorStorm: Apocalypse (PlayStation 3)
- 18 mars : Total War : Shogun 2 (PC)
- 22 mars : Crysis 2 (Xbox 360, PlayStation 3, PC)
- 24 mars : Les Sims Medieval (PC, Apple Mac OS X)
- 29 mars : Shift 2 : Unleashed (Xbox 360, PlayStation 3, PC)
- 18 avril : Portal 2 (Xbox 360, PlayStation 3, PC)
- 19 avril : Mortal Kombat (Xbox 360, PlayStation 3)
- 21 avril : Conduit 2 (Wii)
- 29 avril : Virtua Tennis 4 (PC, PlayStation 3, Xbox 360, Wii, PlayStation Vita)
- 10 mai : Brink (Xbox 360, PlayStation 3, PC)
- 17 mai : L.A. Noire (Xbox 360, PlayStation 3)
- 24 mai : Dirt 3 (Xbox 360, PlayStation 3, PC)
- 7 juin : InFamous 2 (PlayStation 3)
- 7 juin : Red Faction: Armageddon (Xbox 360, PlayStation 3, PC)
- 10 juin : Duke Nukem Forever  (Xbox 360, PlayStation 3, PC)
- 14 juin : Alice : Retour au pays de la folie (Xbox 360, PlayStation 3, PC)
- 16 juin : The Legend of Zelda: Ocarina of Time 3D (Nintendo 3DS)
- 21 juin : FEAR 3 (Xbox 360, (PlayStation 3, PC)
- 23 août : Deus Ex: Human Revolution (Xbox 360, PlayStation 3, PC)
- 26 août : Tropico 4 (Xbox 360, PC)
- 2 septembre : Driver: San Francisco (Xbox 360, PlayStation 3, Wii, PC)
- 6 septembre : Dead Island (Xbox 360, PlayStation 3, PC)
- 6 septembre : Resistance 3 (PlayStation 3)
- 14 septembre : Red Orchestra 2: Heroes of Stalingrad (PC)
- 20 septembre : Gears of War 3 (Xbox 360)
- 27 septembre : FIFA 12 (Xbox 360)
- 27 septembre : Pro Evolution Soccer 2012  (PlayStation 3, PC, Xbox 360, WII)
- 7 octobre : Just Dance 3  (PlayStation 3,Xbox 360, Wii)
- 7 octobre : NBA 2K12 (Xbox 360, PlayStation 3, PC, Wii)
- 7 octobre : Rage (Xbox 360, PlayStation 3, PC)
- 11 octobre : Ace Combat: Assault Horizon (Xbox 360, PlayStation 3)
- 11 octobre : Forza Motorsport 4 (Xbox 360)
- 18 octobre : Batman: Arkham City (Xbox 360, PlayStation 3, PC)
- 18 octobre : The Witcher 2 : Assassins of Kings  (Xbox 360, PlayStation 3, PC)
- 25 octobre : Battlefield 3  (Xbox 360, PlayStation 3, PC)
- 1 novembre : Sonic Generations (Xbox 360, PlayStation 3, Nintendo 3DS, PC)
- 1 novembre : Uncharted 3: L'illusion de Drake (PlayStation 3)
- 3 novembre : Super Mario 3D Land (Nintendo 3DS)
- 8 novembre : Call of Duty: Modern Warfare 3 (Xbox 360, PlayStation 3, PC)
- 11 novembre : Go Vacation (Wii)
- 11 novembre : The Elder Scrolls V: Skyrim  (Xbox 360, PlayStation 3, PC)
- 15 novembre : Halo: Combat Evolved Anniversary (Xbox 360)
- 15 novembre : Assassin's Creed: Revelations (Xbox 360, PlayStation 3, PC)
- 17 novembre : Anno 2070 (PC)
- 18 novembre : Minecraft (Xperia Play)
- 18 novembre : The Legend of Zelda: Skyward Sword (Wii)
- 20 novembre : Cities XL 2012 (PC)
- 22 novembre : Serious Sam 3 (PC, PS3, Xbox 360)
- 22 novembre : WWE '12 (Xbox 360, PlayStation 3, Wii)
- 24 novembre : Rayman Origins (Xbox 360, PlayStation 3, Wii)
- 25 novembre : Mario Sports Mix (Wii)
- 1 décembre : Mario Kart 7  (Nintendo 3DS)
- 20 décembre : Star Wars : the Old Republic (PC)

## Meilleures ventes

### Ventes françaises
Chiffres issus de VG Chartz des dix jeux les plus vendus en France, tous supports confondus.
| Classement | Titre                                   | Support  | Éditeur         | Unités vendues |
| 1          | Call Of Duty: Modern Warfare 3          | PS3      | Activision      | 698 000        |
| 2          | Just Dance 3                            | Wii      | Ubisoft         | 605 000        |
| 3          | Call Of Duty: Modern Warfare 3          | Xbox 360 | Activision      | 309 000        |
| 4          | Battlefield 3                           | PS3      | Electronic Arts | 247 000        |
| 5          | Assassin's Creed : Revelations          | PS3      | Ubisoft         | 246 000        |
| 6          | The Legend of Zelda : Skyward Sword     | Wii      | Nintendo        | 245 000        |
| 7          | Super Mario 3D Land                     | 3DS      | Nintendo        | 242 000        |
| 8          | Professeur Layton et l'Appel du Spectre | DS       | Nintendo        | 236 000        |
| 9          | Mario Kart 7                            | 3DS      | Nintedo         | 236 000        |
| 10         | Uncharted 3 : L'Illusion de Drake       | PS3      | Sony            | 224 000        |

### Ventes de consoles en France
| Classement | Console              | Constructeur | Unités vendues | PDM  |
| ---------- | -------------------- | ------------ | -------------- | ---- |
| 1          | PlayStation 3        | Sony         | 845 000        | 22%  |
| 2          | Wii                  | Nintendo     | 775 000        | 20%  |
| 3          | Nintendo 3DS         | Nintendo     | 761 000        | 20%  |
| 4          | Nintendo DS          | Nintendo     | 630 000        | 16%  |
| 5          | Xbox 360             | Microsoft    | 532 000        | 14%  |
| 6          | PlayStation Portable | Sony         | 289 000        | 7%   |
| 7          | PlayStation 2        | Sony         | 27 000         | 1%   |
|            | Total                | -            | 3 859 000      | 100% |

Chiffres des consoles de jeux vidéo vendues en France,,

### Records de ventes
Call of Duty: Modern Warfare 3 devient le produit culturel le plus rapide à avoir engrangé 1 000 000 000 de dollars de recette (14 jours) à la place du film de James Cameron Avatar (15 jours)[réf. nécessaire].
On notera aussi que The Elder Scrolls V: Skyrim obtient la 19e place de ce classement (un peu moins de 30 jours)[réf. nécessaire].